# Melodorum oblongum
Melodorum oblongum är en kirimojaväxtart som beskrevs av William Grant Craib. Melodorum oblongum ingår i släktet Melodorum och familjen kirimojaväxter. Inga underarter finns listade i Catalogue of Life.